# Бендерский, Виктор Адольфович
Виктор Адольфович Бендерский — советский и российский физик, доктор физико-математических наук, профессор, лауреат Государственной премии СССР (1988).

## Биография
Родился 26 июня 1937 года в Ленинграде, в семье инженера-строителя, участника Великой Отечественной войны, подполковника интендантской службы Адольфа Исааковича Бендерского (1904—?), уроженца Одессы, сотрудника Главвоенпромстроя при Совнаркоме СССР; мать — врач.
Окончил среднюю школу в Москве (1954, с золотой медалью) и химический факультет МГУ (1960). Работал в Институте химической физики в лаборатории биофизики (заведующий Л. А. Блюменфельд), занимался квадрупольным резонансом и магнитными характеристиками биополимеров, обладавших аномальными магнитными и электрическими свойствами. В 1964 г. защитил кандидатскую диссертацию:
- Исследование состояний с переносом заряда в органических полупроводниках: диссертация … кандидата химических наук: 02.00.00. — Москва, 1964. — 270 с.: ил.

С 1964 г. и до последних дней жизни работал в ИПХФ АН СССР (РАН), последняя должность — главный научный сотрудник.
Изучил механизм фотопроводимости органических кристаллов и установил пути повышения квантового выхода фотоэлектрического эффекта, разработал метод двойного электронного резонанса. Руководил работами по изучению механизма криохимических реакций в молекулярных кристаллах при гелиевых температурах и коротких временах фотонакачки.
В 1972 г. защитил докторскую диссертацию:
- Взаимодействия электронных возбуждений и фотоэффект в молекулярных кристаллах и растворах: диссертация … доктора физико-математических наук: 01.00.00. — Москва, 1971. — 374 с.

Соавтор работ по фотоэмиссии из металлов в растворы электролитов, которые в 1977 г. были признаны научным открытием.
Умер 3 июля 2022 года.

## Награды и звания
В 1988 г. за исследования магнитных свойств твёрдых органических веществ, их оптических и фотоэлектрических характеристик вместе с Я. С. Лебедевым и Ю. Д. Цветковым был удостоен Государственной премии.

## Научные труды
Автор более 400 научных работ, в том числе:
- Фотоэмиссия из металлов в растворы электролитов [Текст] / АН СССР, Ин-т хим. физики. — Москва : Наука, 1977. — 303 с. : ил.; 22 см.
- Закономерности и методы расчета физико-химических свойств парафиновых углеводородов [Текст] / В. М. Татевский, В. А. Бендерский, С. С. Яровой. — Москва : Гостоптехиздат, 1960. — 114 с. : граф.; 22 см.